# Apistogramma cacatuoides

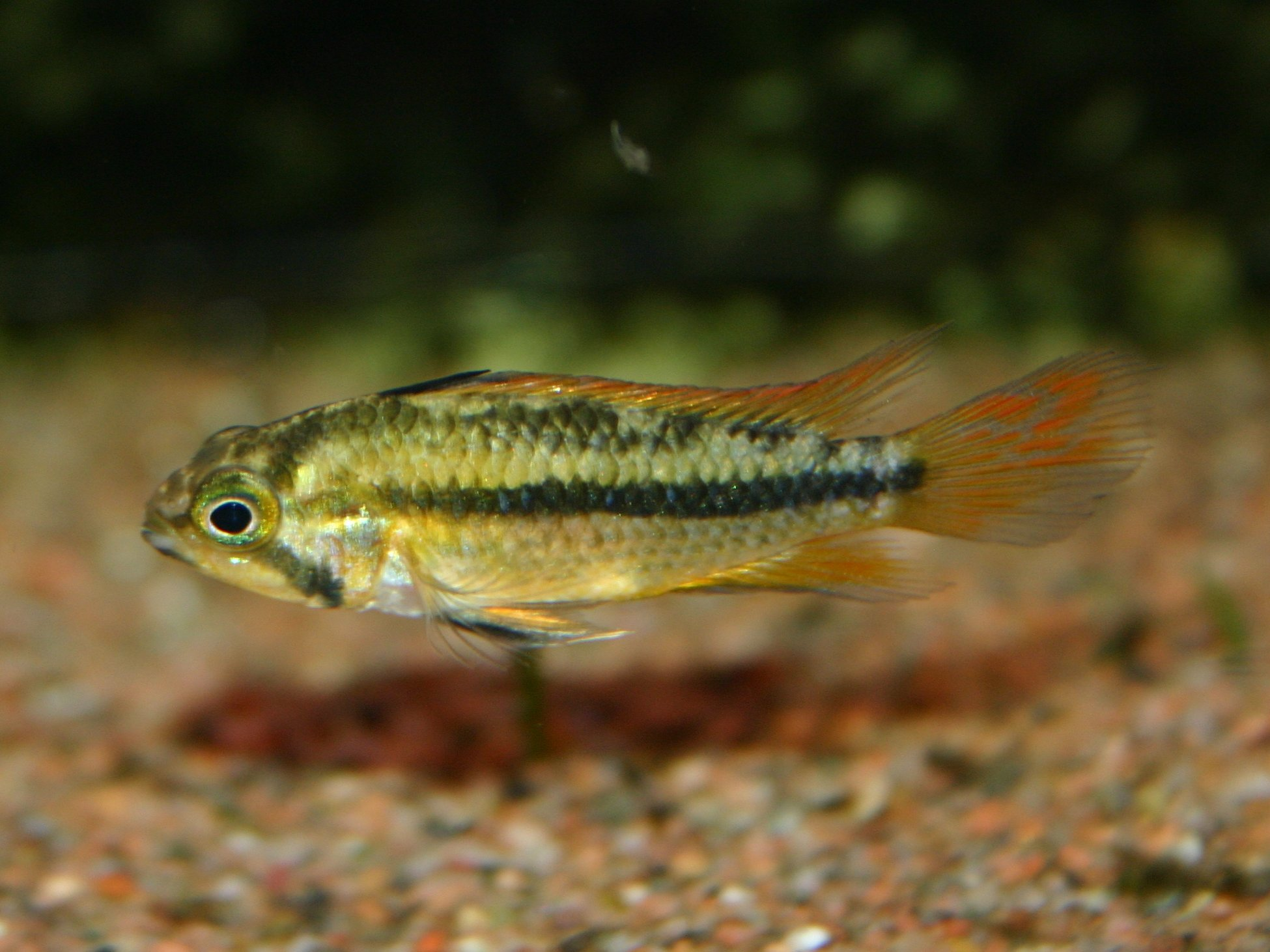
Exemplar femella

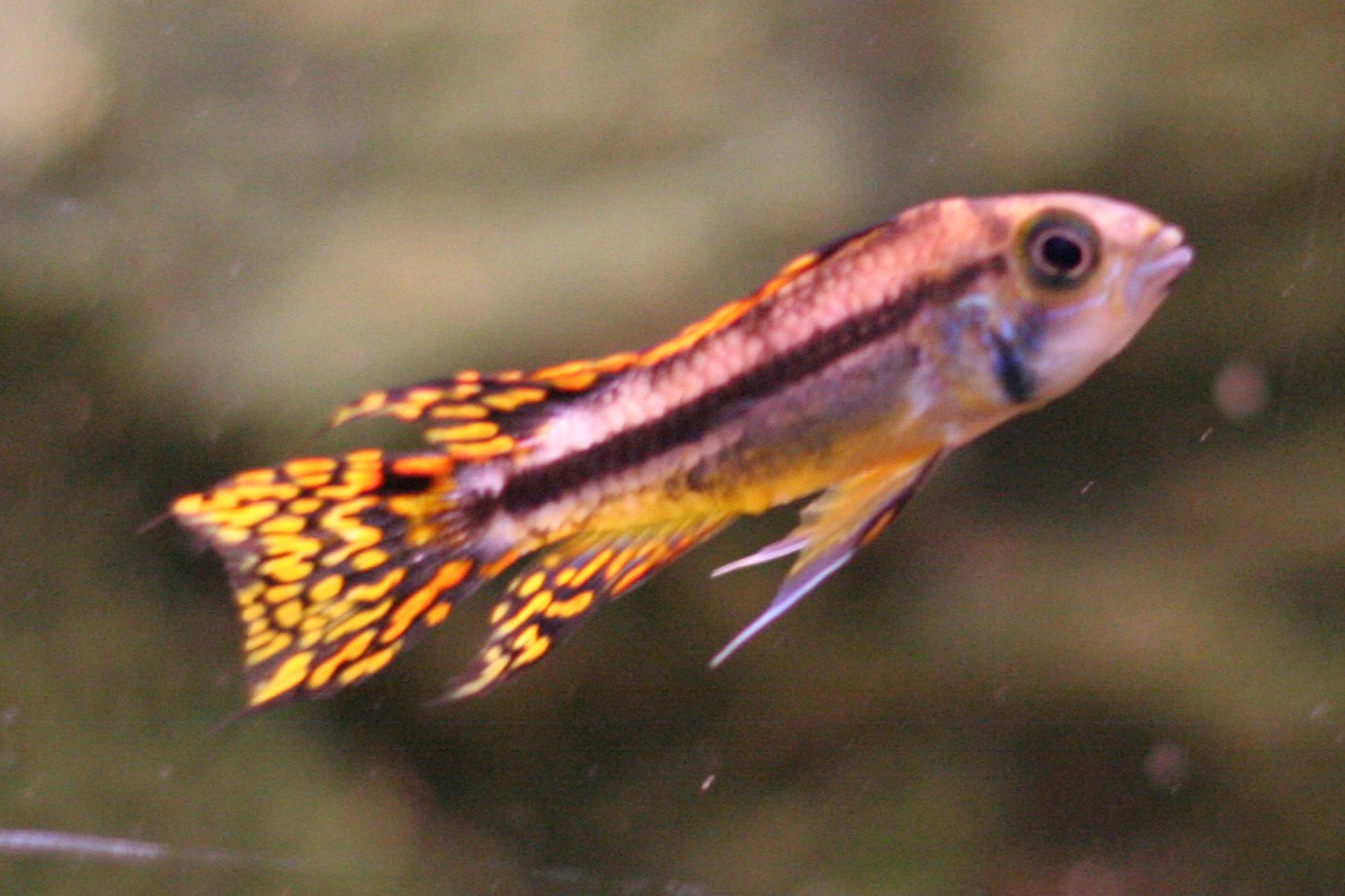
Exemplar mascle

Apistogramma cacatuoides és una espècie de peix de la família dels cíclids i de l'ordre dels perciformes que es troba a Sud-amèrica: riu Amazones.
Els mascles poden assolir els 5 cm de longitud total.